# باد نوی‌اشتات آن در زاله
شهر باد نوی‌اشتات آن در زاله (به آلمانی: Bad Neustadt an der Saale) در ایالت بایرن در کشور آلمان واقع شده است.